# Barsebäcks distrikt
Barsebäcks distrikt är ett distrikt i Kävlinge kommun och Skåne län. 
Distriktet ligger vid kusten sydväst om Kävlinge. 

## Tidigare administrativ tillhörighet
Distriktet inrättades 2016 och utgörs av socknen Barsebäck i Kävlinge kommun.
Området motsvarar den omfattning Barsebäcks församling hade vid årsskiftet 1999/2000.